# Pomnik Stanisława Jabłonowskiego we Lwowie
Pomnik Stanisława Jabłonowskiego we Lwowie – nieistniejący obecnie lwowski pomnik poświęcony Stanisławowi Jabłonowskiemu, zbudowany w latach 1752–1754 i istniejący do roku 1944. Najstarszy świecki pomnik we Lwowie.
Pomnik zbudowali mieszkańcy Lwowa dla upamiętnienia hetmana wielkiego koronnego Stanisława Jabłonowskiego, któremu zawdzięczali obronę miasta przed Tatarami w 1695 roku. Rzeźba została wykonana z piaskowca, a hetmana przedstawiono w ceremonialnej, barokowej zbroi, w prawej ręce trzymającego buławę hetmańską, a w lewej długi płaszcz, który opadając na ziemię służył jako konstrukcyjne wsparcie posągu.
Pierwotnie pomnik stał w kolegium jezuitów, ale po zajęciu Lwowa przez Austrię figurę hetmana obalono. W 1859 roku rzeźba została odnaleziona i po publicznej zbiórce w 1861 roku przeniesiona na główną ulicę miasta, którą z czasem zaczęto nazywać Wałami Hetmańskimi. W 1932 roku pomnik został przez polskie władze przeniesiony na skwer przy placu Trybunalskim, w pobliżu kościoła jezuitów, gdzie znajdował się do 1944 roku. Po zajęciu miasta przez Armię Czerwoną pomnik zniknął w nieznanych okolicznościach.